# Archives nationales du Nicaragua
Pour les articles homonymes, voir Archives nationales (homonymie).
Les Archives nationales du Nicaragua ont été créées en 1863, sous le nom d'Archives générales du gouvernement (Archivo general del gobierno). Elles ont pris leur dénomination actuelle en 1896.
Leur siège est à Managua. Elles relèvent du ministère de l'Éducation.